# Wanna Do
《Wanna Do》(ワナドゥ)는 걸 그룹 카라의 멤버 강지영의 노래이자 카라의 스페셜 앨범 KARA Solo Collection의 수록곡이다.
2012년 4월 14일부터 5월 27일에 개최된 콘서트 투어 "KARASIA"에서 첫 공개했다.